# Amboln
Amboln är en sjö i Färgelanda kommun i Dalsland och ingår i Örekilsälvens huvudavrinningsområde. Sjön har en area på 0,0641 kvadratkilometer och ligger 159,1 meter över havet.

## Delavrinningsområde
Amboln ingår i det delavrinningsområde (651543-128462) som SMHI kallar för Ovan Svinån. Medelhöjden är 135 meter över havet och ytan är 13,44 kvadratkilometer. Räknas de 4 avrinningsområdena uppströms in blir den ackumulerade arean 118,96 kvadratkilometer. Munkedalsälven (Valboån) som avvattnar avrinningsområdet har biflödesordning 2, vilket innebär att vattnet flödar genom totalt 2 vattendrag innan det når havet efter 59 kilometer. Avrinningsområdet består mestadels av skog (47 procent), jordbruk (28 procent) och sankmarker (11 procent). Avrinningsområdet har 0,07 kvadratkilometer vattenytor vilket ger det en sjöprocent på 0,5 procent.